# Engla Nilsson
Engla Nilsson, född 20 maj 2005, är en svensk höjdhoppare. Hennes främsta merit är en bronsmedalj vid inomhus-EM 2025.
Hon blev femma i höjdfinalen under Junioreuropamästerskapen i friidrott 2023 med resultatet 1,86 m. Nilsson tog också brons under utomhus-SM 2023.
Vid Europeiska inomhusmästerskapen i friidrott 2025 slog hon nytt personligt rekord med 1,92 och slutade trea. Den 1 juni 2025 satte Nilsson nytt personligt rekord med 1,93 vid en tävling i Opole, Polen; rekordet putsades senare samma månad till 1,94 vid tävling i Genève.
Vid U23-EM i Oslo 19 juli 2025 tog Nilsson silver med höjden 1,93 m.

## Personliga rekord
| Utomhus - 100 meter häck – 14,47 (Sollentuna kommun, Sverige 4 augusti 2024) - Höjdhopp – 1,94 (Genève, Schweiz 21 juni 2025) | Inomhus - 60 meter häck – 8,78 (Växjö 19 januari 2025) - Höjdhopp – 1,92 (Apeldoorn, Nederländerna 9 mars 2025) |